# Рашид ибн Фаррухзад
Рашид ибн Фаррухзад  — был правителем Дербента (Ширваншах) во время нашествий Джэбэ и Субэдэя на Дербент (ок. 1221 года). Он был младшим братом Гершаспа.

## Биография
Его жизнь мало освещена. Его имя впервые появляется накануне монгольского нашествия на Северный Кавказ.

### Монгольское нашествие
Зимой 1221 года армии Джэбэ и Субэдэя достигли ворот Дарбента. Субэдэйне собирался вести длительную осаду крепости и согласился с Рашидом ибн Фаррухзадом не трогать город в обмен на, что он разрешит им проход и назначит проводников. Рашид тайно приказал проводникам провести монгольское войско по самым трудным маршрутам. В результате монгольская армия сократилась вдвое и замёрзла на морозе. Рашид также разослал вести другим горным племенам о приходе монголов. 

### Кыпчакское нашествие
После того как монголы покинули Ширваншах, побеждённые кипчаки собрались вместе и пошли на Дербент. Правителем Дербента тогда был Рашид ибн Фаррухзад, которого Ибн аль-Асир называл Ширваншахом. По сведениям, предоставленным Якутом аль-Хамави, правителем Шемахи, столицы Ширвана, был «брат эмира Дербента — Ширваншаха». Кипчаки обратились к нему со следующими словами: 
«Татары оккупировали нашу страну и разграбили наше имущество. Мы приехали жить в вашу страну. Мы ваши рабы, мы будем завоёвывать для вас провинции, и ты наш султан». 
Но Рашид не согласился и отклонил их просьбу. Кипчаки снова отправили к нему гонца с этой просьбой. Рашид, которому один из их вождей-мусульманин сообщил о заговоре кыпчаков, намеревавшихся обманным путём захватить Дербент, согласился дать этому вождю войска и оружие. Этот вождь ходил на кипчаков, несколько раз нападал, некоторых из них разбил и разграбил. Однако кипчаки обманули Рашида и вошли в Дербент, арестовали его и хотели захватить всю страну. Но Рашид, по словам историка Зии Буниятова, через потайную дверь замка сбежал в Ширван. Кипчаки взяли всё оружие в крепости и имущество Рашида и покинули Дербент, а затем направились к Габале, которая когда-то находилась в руках грузин, и осадили её. В 1225 году он обратился за помощью к царице Грузии Русудан, чтобы вернуть Дербент. Завязавшаяся битва под предводительством Рашида и его сына была проиграна. По мнению историков Дикрана Куимджяна и Зии Буньядова, он может даже был самостоятельным Ширваншахом. Рашид — персонаж романа Тома Шенли «Доминион: Рассвет Монгольской империи». 